# آسپاراژیناز
آسپاراژیناز (انگلیسی: Asparaginase) آنزیمی است که در صنایع غذایی و همچنین به‌عنوان دارو بکار می‌رود.
مصارف دارویی آن، درمانِ لوسمی حاد لنفاوی، لوسمی حاد مغز استخوان و لنفوم غیر هوچکین است و می‌توان آنرا به‌صورت تزریق زیرجلدی، عضلانی و داخل‌وریدی تجویز کرد. آسپاراژیناز کارش را از طریق شکستن و تجزیهٔ اسید آمینه‌ای به نام «آسپاراژین» انجام می‌دهند که سلول‌های سرطانی بدون آن، قادر به ساختِ دی‌ان‌ای نیستند.
در صنایع غذایی از این آنزیم جهت کاهش آکریل آمید استفاده و یک افزودنی مجاز محسوب می‌شود.
عوارض جانبی مهم آن، واکنش‌های حساسیتی، پانکراتیت، مشکلات کلیوی و اختلالات کبدی است و استفاده از آن در دوران بارداری، ممکن است موجب صدمه به جنین شود.
سازمان غذا و دارو آمریکا این آنزیم را در سال ۱۹۷۸ میلادی برای مصارف دارویی مورد تأیید قرار داد. این دارو جزءِ داروهای ضروری سازمان جهانی بهداشت است که در واقع فهرستی از موثرترین و بی‌خطرترین داروهای مورد نیاز در سیستم بهداشت است. قیمت عمده‌فروشی آن در کشورهای در حال توسعه، ۴۲٫۰۰ دلار آمریکا برای هر ویال ۱۰٬۰۰۰ واحدی است. همین میزان دارو در انگلستان، ۶۱۳٫۰۰ پوند استرلینگ برای سرویس سلامت همگانی (ان‌اچ‌اس) هزینه دارد.
آسپاراژیناز معمولاً از اشریشیا کلی یا دیکیا دادانتی بدست می‌آید.